# Resolutie 493 Veiligheidsraad Verenigde Naties
Resolutie 493 van de Veiligheidsraad van de Verenigde Naties werd  op 23 november 1981 met veertien stemmen tegen geen aangenomen. Enkel China nam niet deel aan de stemming. De resolutie verlengde de UNDOF-waarnemingsmacht in de Golanhoogten met een half jaar.

## Achtergrond
Israël en Syrië kwamen in twee akkoorden overeen de wapens neer te leggen volgend op de Jom Kipoer-oorlog. De VN stuurden een waarnemingsmacht die op de naleving ervan moest toezien. Tijdens de oorlog bezette Israël de Golanhoogten, die het in 1981 annexeerde.

## Inhoud
De Veiligheidsraad:
- Heeft het rapport van secretaris-generaal Kurt Waldheim over de VN-waarnemingsmacht overwogen.
- Beslist:
a. De betrokken partijen op te roepen onmiddellijk resolutie 338 uit 1973 uit te voeren.
b. Het mandaat van de VN-Waarnemingsmacht met zes maanden te verlengen, tot 31 mei 1982.
c. De secretaris-generaal te vragen dan te rapporteren over de ontwikkelingen en maatregelen om resolutie 338 uit te voeren.

## Verwante resoluties
- Resolutie 488 Veiligheidsraad Verenigde Naties
- Resolutie 490 Veiligheidsraad Verenigde Naties
- Resolutie 497 Veiligheidsraad Verenigde Naties
- Resolutie 498 Veiligheidsraad Verenigde Naties

Lijst ·  485 ·  486 ·  487 ·  488 ·  489 ·  490 ·  491 ·  492 ·  493 ·  494 ·  495 ·  496 ·  497 ·  498 ·  499